# Kathrin Müller (triathlon)
Pour les articles homonymes, voir Müller et Kathrin Müller.
Ne doit pas être confondu avec Katrin Müller (ski acrobatique).
Kathrin Müller née le 9 janvier 1984 en Allemagne est une triathlète professionnelle, championne d'Europe et du monde de cross triathlon en 2014.

## Biographie
Kathrin Müller pratique la natation de compétition de 1995 à 1999 et commence le triathlon en 1999. En 2000, elle gagne le titre de championne d'Allemagne dans la catégorie juniors. Depuis 2004 elle est  membre de l'équipe B de la fédération nationale. En 2008, elle prend la deuxième place du championnat allemand sur distance S (sprint) et finit troisième sur distance M (olympique) en 2007, 2009 et 2012. Elle participe également à des compétitions de cross triathlon et remporte en 2013, le championnat national allemand et le championnat d'Europe. Elle conserve son titre européen en 2014 et conquiert la même année à Zittau le titre mondial. Sur le circuit Xterra Triathlon en remportant l’épreuve du Danemark, elle remporte au mois d'août le trophée européen de cette compétition internationale. Pour compléter une année de grand succès, elle ajoute à son palmarès une victoire sur  l'Inferno Triathlon, une épreuve de triathlon extrême particulièrement difficile, qui se déroule en Suisse. En France elle fait partie en 2014 du club de Poissy Triathlon et fait ses débuts dans l'équipe du club pour participer au Grand Prix de triathlon.

## Palmarès
Le tableau présente les résultats les plus significatifs (podium) obtenus sur le circuit international de triathlon depuis 2008.
| Année | Compétition                             | Pays            | Position          | Temps           |
| ----- | --------------------------------------- | --------------- | ----------------- | --------------- |
| 2015  | Xterra France                           | France          | Médaille d'or     | 3 h 55 min 21 s |
| 2014  | Inferno Triathlon                       | Suisse          | Médaille d'or     | 9 h 19 min 24 s |
| 2014  | Championnat du monde de triathlon cross | Allemagne       | Médaille d'or     | 2 h 58 min 35 s |
| 2014  | Championnat d'Europe de triathlon cross | Italie          | Médaille d'or     | 2 h 34 min 20 s |
| 2014  | Xterra France                           | France          | Médaille d'or     | 3 h 53 min 48 s |
| 2014  | Xterra République tchèque               | Tchécoslovaquie | Médaille d'or     | 3 h 5 min 18 s  |
| 2014  | Xterra Suisse                           | Suisse          | Médaille d'or     | 2 h 24 min 45 s |
| 2014  | Xterra Danemark                         | Danemark        | Médaille d'or     | 2 h 53 min 1 s  |
| 2014  | Xterra Grèce                            | Grèce           | Médaille d'or     | 2 h 40 min 51 s |
| 2013  | Grand Prix de triathlon (équipe club)   | France          | Médaille d'or     |                 |
| 2013  | Celtman Xtreme Triathlon                | Écosse          | Médaille d'or     | 13 h 5 min 1 s  |
| 2012  | Xterra Allemagne                        | Allemagne       | Médaille d'or     | 2 h 54 min 37 s |
| 2012  | Grand Prix de triathlon (équipe club)   | France          |                   |                 |
| 2008  | Championnat d'Allemagne                 | Allemagne       | Médaille d'argent | 1 h 12 min 30 s |